# 上海久事美术馆

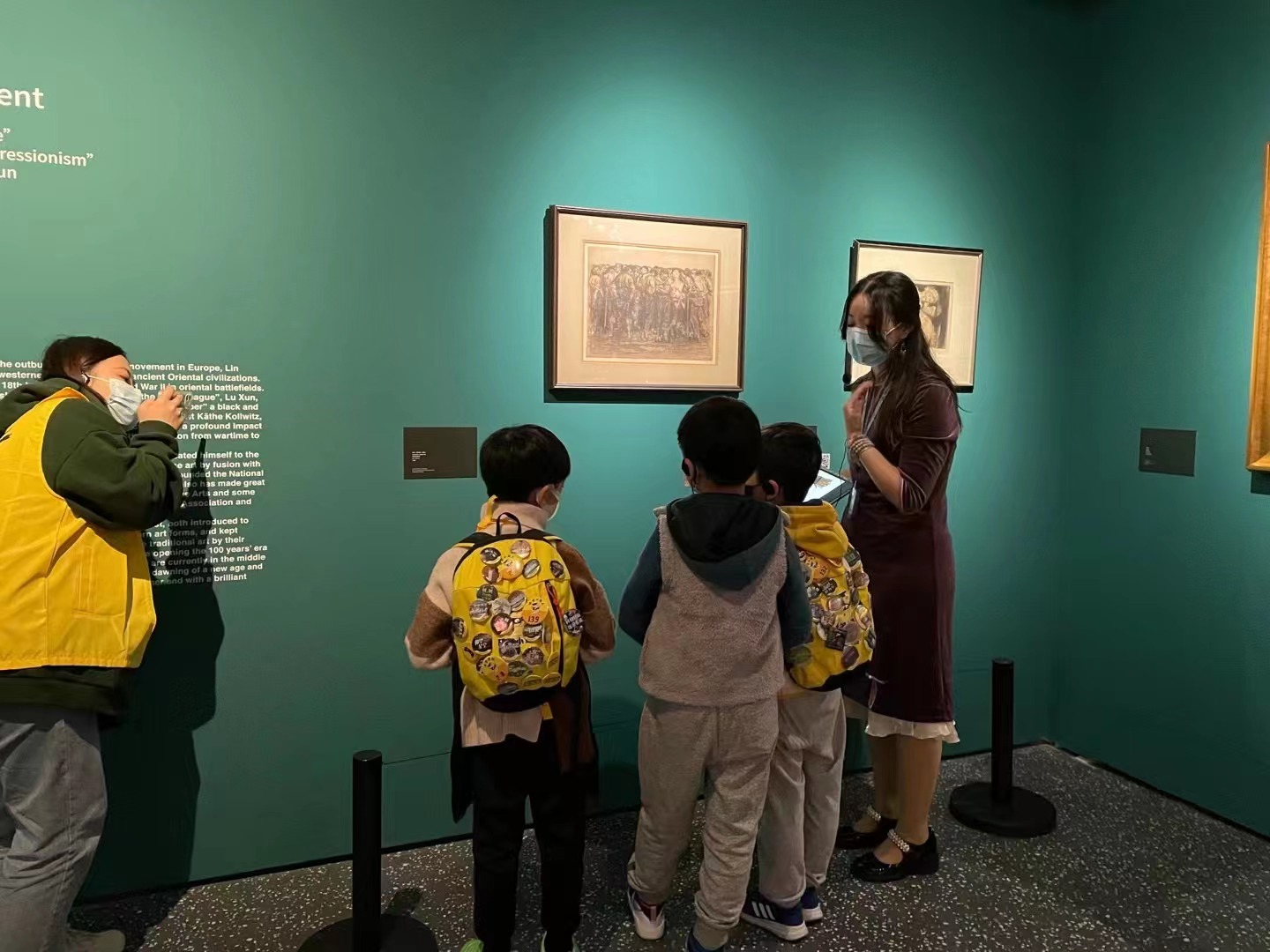
上海久事美術館

上海久事美术馆（英語：Shanghai Jiushi Art Museum）是一座位于上海黄浦区的美术馆。馆长是孙冬琳。

## 历史
上海久事美术馆由上海久事集团投资建造，共有三处场所：

### 外滩馆
位于上海黄浦区中山东一路27号6层，原来为怡和洋行大楼 (上海)，2018年9月30日改建开馆。2021年，该馆展示爱德华·蒙克的原作《呐喊》。

### 18号艺术空间
位于上海黄浦区中山东一路27号2层，原来为怡和洋行大楼 (上海)，2019年3月8日改建开馆。

### 上海久事艺术沙龙
位于上海黄浦区北京东路230号1层，原来为浙江兴业银行大楼，2019年7月1日改建开馆。

## 营业时间
- 周二至周日：上午十点至下午四点半
- 周一闭馆

## 交通
- 上海轨道交通2号线、10号线南京东路站